# 뿌리혹

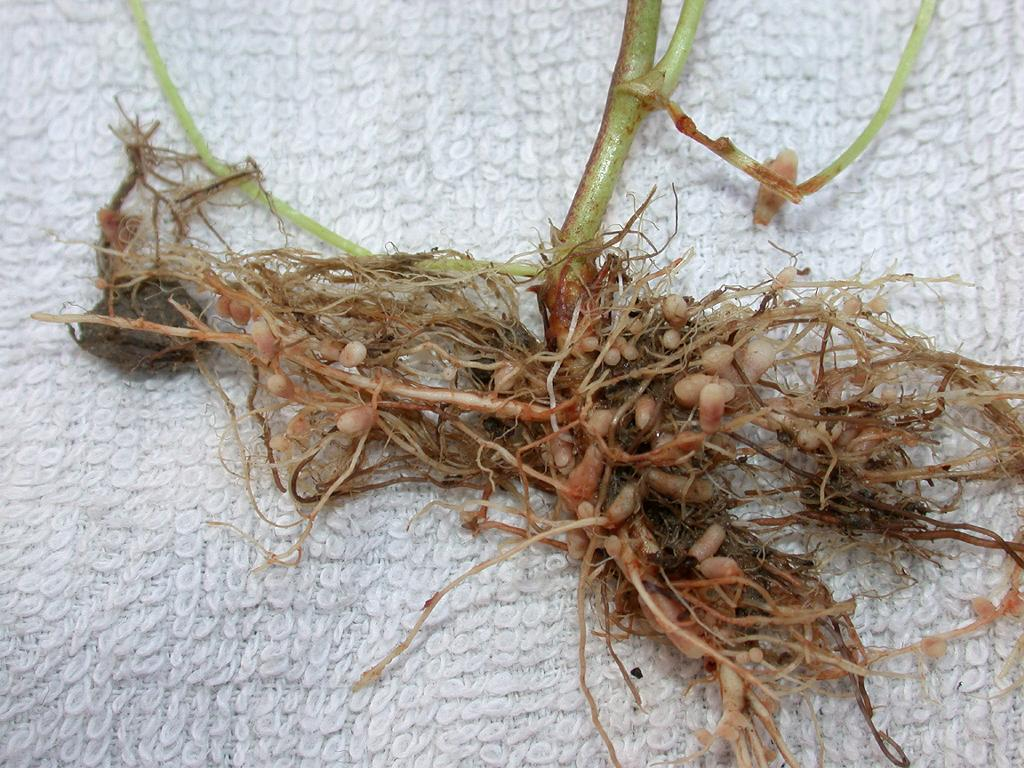
자운영의 뿌리혹

뿌리혹(영어: root nodule)은 주로 콩과 식물에서 질소 고정 세균이 침입해서 혹 모양으로 발달한 부위를 가리킨다.

## 같이 보기
- 뿌리혹박테리아